# Maestro di San Francesco

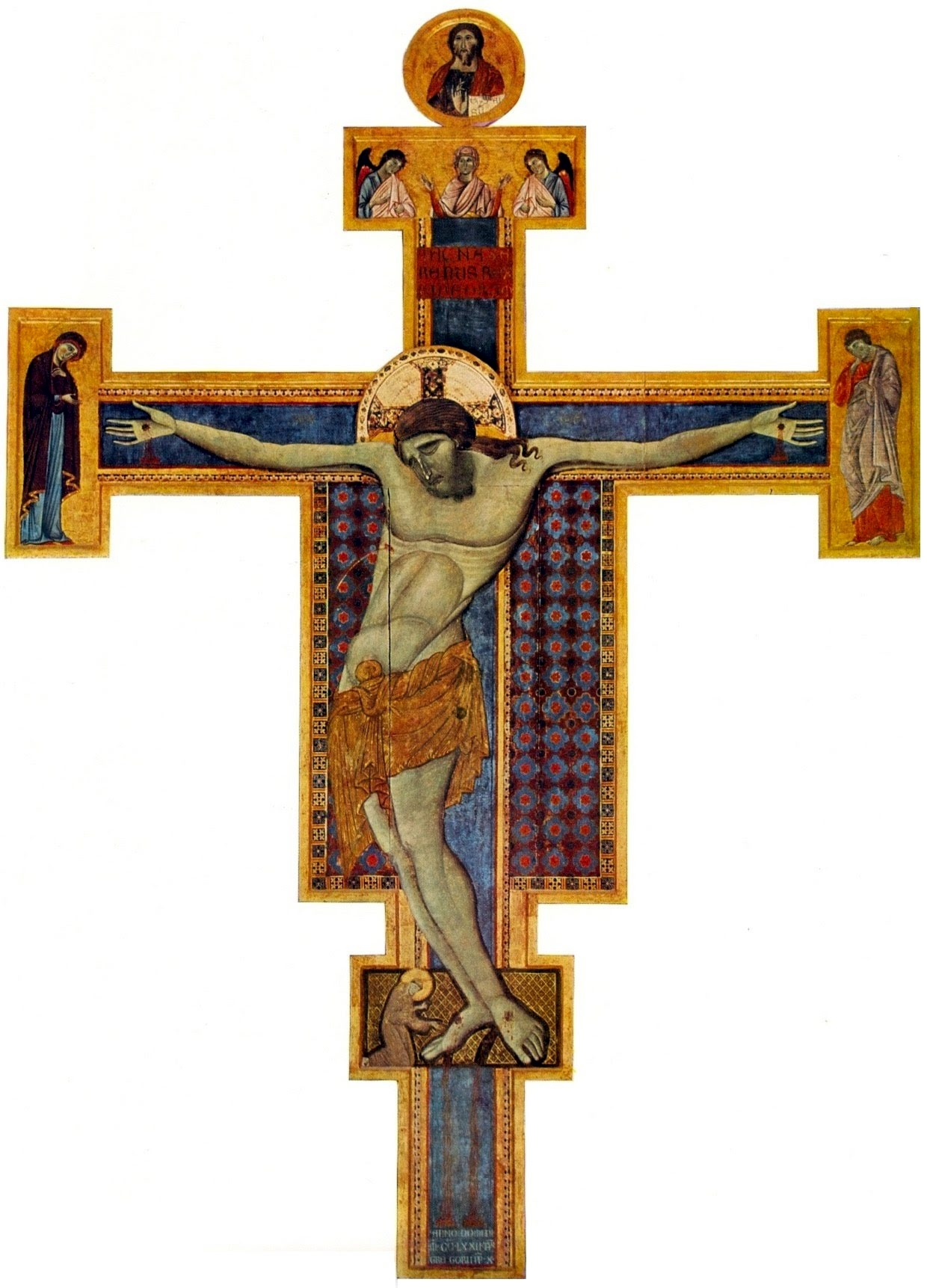
Crocifisso, Perugia, Galleria Nazionale, 1272

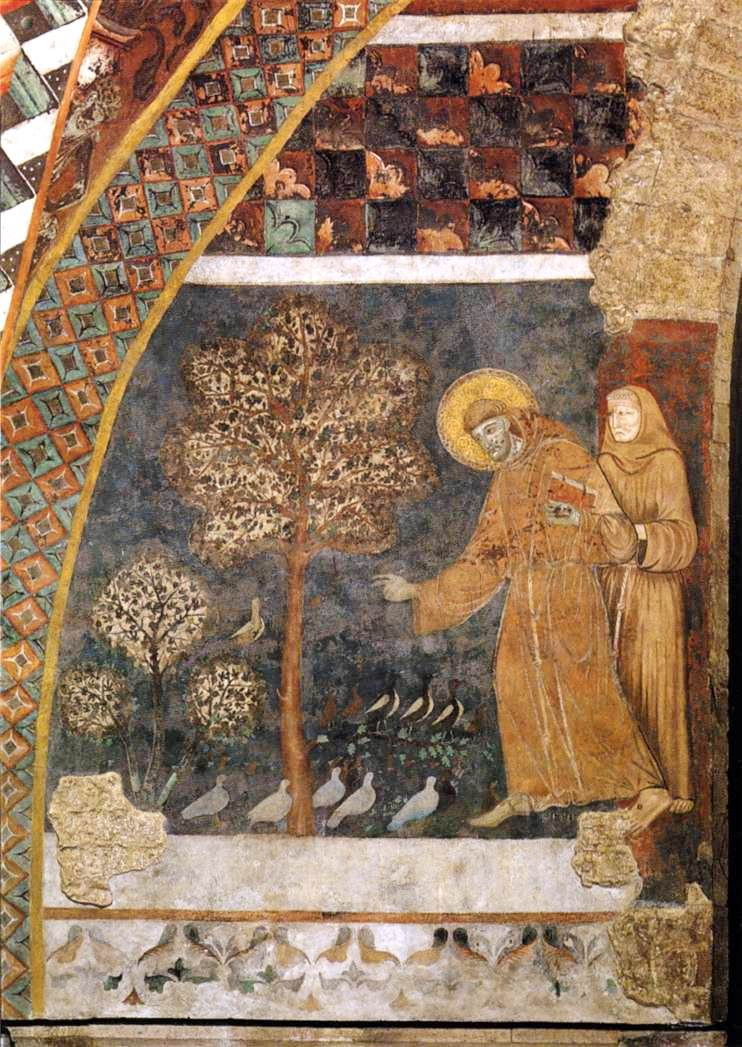
San Francesco predica agli uccelli, Assisi, Basilica inferiore, affresco

Maestro di San Francesco (... – XIII secolo) è stato un pittore italiano, di scuola umbra, ma di formazione giuntesca, attivo ad Assisi negli affreschi della Basilica inferiore.

## Caratteristiche
Con la denominazione di Maestro di San Francesco si individua un artista attivo in Umbria tra il 1260 e il 1280, autore di alcuni dipinti caratterizzati da modi vivacemente espressivi e talvolta venati di accentuato patetismo. Il nome gli deriva da una tavola con un San Francesco e due angeli oggi conservata nel Museo di Santa Maria degli Angeli ad Assisi.
Fu il primo pittore ingaggiato nella basilica di San Francesco, dove realizzò intorno al 1255-1260 nella navata della Basilica inferiore due cicli di affreschi con Storie della vita di san Francesco e Storie della Passione di Cristo, purtroppo ampiamente danneggiate dall'apertura delle cappelle laterali.
Per la Basilica superiore disegnò i cartoni delle vetrate (1270 circa).
Stilisticamente è vicino ai modi di Giunta Pisano, probabile suo maestro, dal quale riprese la finezza compositiva, esasperata però da accentuazioni espressive che sono state definite addirittura "teatrali". Riferimenti classici vennero filtrati dall'arte bizantina, in particolare dalla sua evoluzione più moderna per l'epoca, il neoellenismo. Fu tra i maestri che influenzarono lo stile di Cimabue.
Nel 2024 (marzo-giugno) alla Galleria nazionale dell'Umbria (Perugia) si tiene la mostra L’enigma del maestro di San Francesco. Lo stil novo del Duecento Umbro

## Opere
- Affreschi nella navata della basilica inferiore di Assisi, 1255-1260 circa
  - Storie di Cristo (parete destra)
    - Apparecchio della Croce
    - Crocifissione
    - Deposizione
    - Compianto
    - Apparizione di Cristo in Emmaus
    - Madonna col Bambino e un angelo (di fronte al trono papale)

  - Storie di san Francesco (parete sinistra)
    - Rinuncia ai beni terreni
    - Innocenzo III vede in sogno san Francesco che sorregge il Laterano
    - Predica agli uccelli
    - Miracolo delle stimmate
    - Morte di san Francesco
- Crocifisso, 1260 circa, tavola, Louvre, Parigi
- Cartoni per vetrate, 1270 circa, basilica di San Francesco, Assisi
- Crocifisso, 1272, tavola, Galleria nazionale dell'Umbria, Perugia
- Crocifisso, 1272-1285, tavola, National Gallery, Londra
- Deposizione di Cristo, tavola, Galleria nazionale dell'Umbria, Perugia
- Discesa dalla croce, Deposizione nel sepolcro, tre santi, pannelli di un dossale, Galleria nazionale dell'Umbria, Perugia